# Stumpffia
Stumpffia – rodzaj płazów bezogonowych z podrodziny Cophylinae w rodzinie wąskopyskowatych (Microhylidae).

## Zasięg występowania
Rodzaj obejmuje gatunki występujące endemicznie na Madagaskarze.

## Systematyka

### Etymologia
Stumpffia: Anton Stumpff, niemiecki podróżnik i kolekcjoner, który asystował Ebenauowi podczas jego wizyty na wyspie Nossi-Bé należącej do Madagaskaru.

### Taksonomia
Z analiz filogenetycznych przeprowadzonych przez Wollenberg i współpracowników (2008) oraz Pyrona i Wiensa (2011) wynika, że przedstawiciele rodzaju Stumpffia nie tworzą kladu, który nie obejmowałby również przedstawicieli rodzaju Rhombophryne; natomiast z analizy Peloso i współpracowników (2016) wynika, że zarówno przedstawiciele rodzaju Stumpffia, jak i przedstawiciele Rhombophryne nie tworzą kladu, do którego nie należeliby przedstawiciele obu rodzajów. Peloso i współpracownicy (2016, 2017) uznali rodzaj Stumpffia za młodszy synonim rodzaju Rhombophryne, przenosząc do tego ostatniego rodzaju gatunki pierwotnie zaliczane do rodzaju Stumpffia. Scherz i współpracownicy (2016, 2017) utrzymują natomiast Stumpffia jako odrębny od Rhombophryne rodzaj; jednocześnie autorzy wyłączają z rodzaju Stumpffia gatunek Stumpffia helenae, przenosząc go do odrębnego rodzaju Anilany.

### Podział systematyczny
Do rodzaju należą następujące gatunki:

- Stumpffia achillei Rakotoarison, Scherz, Glaw, Köhler, Andreone, Franzen, Glos, Hawlitschek, Jono, Mori, Ndriantsoa, Raminosoa, Riemann, Rödel, Rosa, Vieites, Crottini & Vences, 2017
- Stumpffia analamaina Klages, Glaw, Köhler, Müller, Hipsley & Vences, 2013
- Stumpffia analanjirofo Rakotoarison, Scherz, Glaw, Köhler, Andreone, Franzen, Glos, Hawlitschek, Jono, Mori, Ndriantsoa, Raminosoa, Riemann, Rödel, Rosa, Vieites, Crottini & ences, 2017
- Stumpffia angeluci Rakotoarison, Scherz, Glaw, Köhler, Andreone, Franzen, Glos, Hawlitschek, Jono, Mori, Ndriantsoa, Raminosoa, Riemann, Rödel, Rosa, Vieites, Crottini & Vences, 2017
- Stumpffia be Köhler, Vences, D’Cruze & Glaw, 2010
- Stumpffia betampona Rakotoarison, Scherz, Glaw, Köhler, Andreone, Franzen, Glos, Hawlitschek, Jono, Mori, Ndriantsoa, Raminosoa, Riemann, Rödel, Rosa, Vieites, Crottini & Vences, 2017
- Stumpffia bishopi Rakotoarison, Glaw, Rasolonjatovo, Razafindraibe, Vences & Scherz, 2022
- Stumpffia contumelia Rakotoarison, Scherz, Glaw, Köhler, Andreone, Franzen, Glos, Hawlitschek, Jono, Mori, Ndriantsoa, Raminosoa, Riemann, Rödel, Rosa, Vieites, Crottini & Vences, 2017
- Stumpffia davidattenboroughi Rakotoarison, Scherz, Glaw, Köhler, Andreone, Franzen, Glos, Hawlitschek, Jono, Mori, Ndriantsoa, Raminosoa, Riemann, Rödel, Rosa, Vieites, Crottini & Vences, 2017
- Stumpffia diutissima Rakotoarison, Scherz, Glaw, Köhler, Andreone, Franzen, Glos, Hawlitschek, Jono, Mori, Ndriantsoa, Raminosoa, Riemann, Rödel, Rosa, Vieites, Crottini & Vences, 2017
- Stumpffia dolchi Rakotoarison, Scherz, Glaw, Köhler, Andreone, Franzen, Glos, Hawlitschek, Jono, Mori, Ndriantsoa, Raminosoa, Riemann, Rödel, Rosa, Vieites, Crottini & Vences, 2017
- Stumpffia edmondsi Rakotoarison, Scherz, Glaw, Köhler, Andreone, Franzen, Glos, Hawlitschek, Jono, Mori, Ndriantsoa, Raminosoa, Riemann, Rödel, Rosa, Vieites, Crottini & Vences, 2017
- Stumpffia froschaueri Crottini, Rosa, Penny, Cocca, Holderied, Rakotozafy & Andreone, 2020[11]
- Stumpffia fusca Rakotoarison, Scherz, Glaw, Köhler, Andreone, Franzen, Glos, Hawlitschek, Jono, Mori, Ndriantsoa, Raminosoa, Riemann, Rödel, Rosa, Vieites, Crottini & Vences, 2017
- Stumpffia garraffoi Rakotoarison, Scherz, Glaw, Köhler, Andreone, Franzen, Glos, Hawlitschek, Jono, Mori, Ndriantsoa, Raminosoa, Riemann, Rödel, Rosa, Vieites, Crottini & Vences, 2017
- Stumpffia gimmeli Glaw & Vences, 1992
- Stumpffia grandis Guibé, 1974
- Stumpffia hara Köhler, Vences, D’Cruze & Glaw, 2010
- Stumpffia huwei Rakotoarison, Scherz, Glaw, Köhler, Andreone, Franzen, Glos, Hawlitschek, Jono, Mori, Ndriantsoa, Raminosoa, Riemann, Rödel, Rosa, Vieites, Crottini & Vences, 2017
- Stumpffia iharana Rakotoarison, Scherz, Glaw, Köhler, Andreone, Franzen, Glos, Hawlitschek, Jono, Mori, Ndriantsoa, Raminosoa, Riemann, Rödel, Rosa, Vieites, Crottini & Vences, 2017
- Stumpffia jeannoeli Rakotoarison, Scherz, Glaw, Köhler, Andreone, Franzen, Glos, Hawlitschek, Jono, Mori, Ndriantsoa, Raminosoa, Riemann, Rödel, Rosa, Vieites, Crottini & Vences, 2017
- Stumpffia kibomena Glaw, Vallan, Andreone, Edmonds, Dolch & Vences, 2015
- Stumpffia larinki Rakotoarison, Scherz, Glaw, Köhler, Andreone, Franzen, Glos, Hawlitschek, Jono, Mori, Ndriantsoa, Raminosoa, Riemann, Rödel, Rosa, Vieites, Crottini & Vences, 2017
- Stumpffia lynnae Mullin, Rakotomanga, Dawson, Glaw, Rakotoarison, Orozco-terWengel & Scherz, 2022
- Stumpffia madagascariensis Mocquard, 1895
- Stumpffia makira Rakotoarison, Scherz, Glaw, Köhler, Andreone, Franzen, Glos, Hawlitschek, Jono, Mori, Ndriantsoa, Raminosoa, Riemann, Rödel, Rosa, Vieites, Crottini & Vences, 2017
- Stumpffia maledicta Rakotoarison, Scherz, Glaw, Köhler, Andreone, Franzen, Glos, Hawlitschek, Jono, Mori, Ndriantsoa, Raminosoa, Riemann, Rödel, Rosa, Vieites, Crottini & Vences, 2017
- Stumpffia mamitika Rakotoarison, Scherz, Glaw, Köhler, Andreone, Franzen, Glos, Hawlitschek, Jono, Mori, Ndriantsoa, Raminosoa, Riemann, Rödel, Rosa, Vieites, Crottini & Vences, 2017
- Stumpffia megsoni Köhler, Vences, D’Cruze & Glaw, 2010
- Stumpffia meikeae Rakotoarison, Scherz, Glaw, Köhler, Andreone, Franzen, Glos, Hawlitschek, Jono, Mori, Ndriantsoa, Raminosoa, Riemann, Rödel, Rosa, Vieites, Crottini & Vences, 2017
- Stumpffia miery Ndriantsoa, Riemann, Vences, Klages, Raminosoa, Rödel & Glos, 2013
- Stumpffia miovaova Rakotoarison, Scherz, Glaw, Köhler, Andreone, Franzen, Glos, Hawlitschek, Jono, Mori, Ndriantsoa, Raminosoa, Riemann, Rödel, Rosa, Vieites, Crottini & Vences, 2017
- Stumpffia nigrorubra Rakotoarison, Scherz, Glaw, Köhler, Andreone, Franzen, Glos, Hawlitschek, Jono, Mori, Ndriantsoa, Raminosoa, Riemann, Rödel, Rosa, Vieites, Crottini & Vences, 2017
- Stumpffia obscoena Rakotoarison, Scherz, Glaw, Köhler, Andreone, Franzen, Glos, Hawlitschek, Jono, Mori, Ndriantsoa, Raminosoa, Riemann, Rödel, Rosa, Vieites, Crottini & Vences, 2017
- Stumpffia pardus Rakotoarison, Scherz, Glaw, Köhler, Andreone, Franzen, Glos, Hawlitschek, Jono, Mori, Ndriantsoa, Raminosoa, Riemann, Rödel, Rosa, Vieites, Crottini & Vences, 2017
- Stumpffia psologlossa Boettger, 1881
- Stumpffia pygmaea Vences & Glaw, 1991
- Stumpffia roseifemoralis Guibé, 1974
- Stumpffia sorata Rakotoarison, Scherz, Glaw, Köhler, Andreone, Franzen, Glos, Hawlitschek, Jono, Mori, Ndriantsoa, Raminosoa, Riemann, Rödel, Rosa, Vieites, Crottini & Vences, 2017
- Stumpffia spandei Rakotoarison, Scherz, Glaw, Köhler, Andreone, Franzen, Glos, Hawlitschek, Jono, Mori, Ndriantsoa, Raminosoa, Riemann, Rödel, Rosa, Vieites, Crottini & Vences, 2017
- Stumpffia staffordi Köhler, Vences, D’Cruze & Glaw, 2010
- Stumpffia tetradactyla Vences & Glaw, 1991
- Stumpffia tridactyla Guibé, 1975
- Stumpffia yanniki Rakotoarison, Scherz, Glaw, Köhler, Andreone, Franzen, Glos, Hawlitschek, Jono, Mori, Ndriantsoa, Raminosoa, Riemann, Rödel, Rosa, Vieites, Crottini & Vences, 2017